# Adolphe Fioupou
Jean Antoine Adolphe Fioupou né à Le Cannet 20 septembre 1824 et mort dans la même ville le 22 mars 1899 est un peintre français.

## Biographie
Adolphe Fioupou est le fils de jacques Fioupou, maire du Cannet en 1843-1844 et de Marie Louise Corporandy. Il est nommé juge de paix à Saint-Maximin-la-Sainte-Baume en 1870, puis à Cannes. Il se marie avec Louise Alexandrine André.
Il est un des meilleurs élèves de Joseph Contini.

## Œuvres dans les collections publiques
- Cannes, musée des Explorations du monde (anciennement musée de la Castre) :
  - Point de vue sur le Suquet depuis la Croix des gardes ;
  - Panorama sur Cannes depuis le rivage ;
  - Rochers rouges de l'Estérel ;
  - La Pinède à Juan-les-pins ;
  - Point de vue sur le Cannet ;
  - Promenade du soir sur les allées ;
  - Vue de Cannes, 1860.

## Galerie

Œuvres d'Adolphe Fioupou conservées à Cannes au musée des Explorations du monde
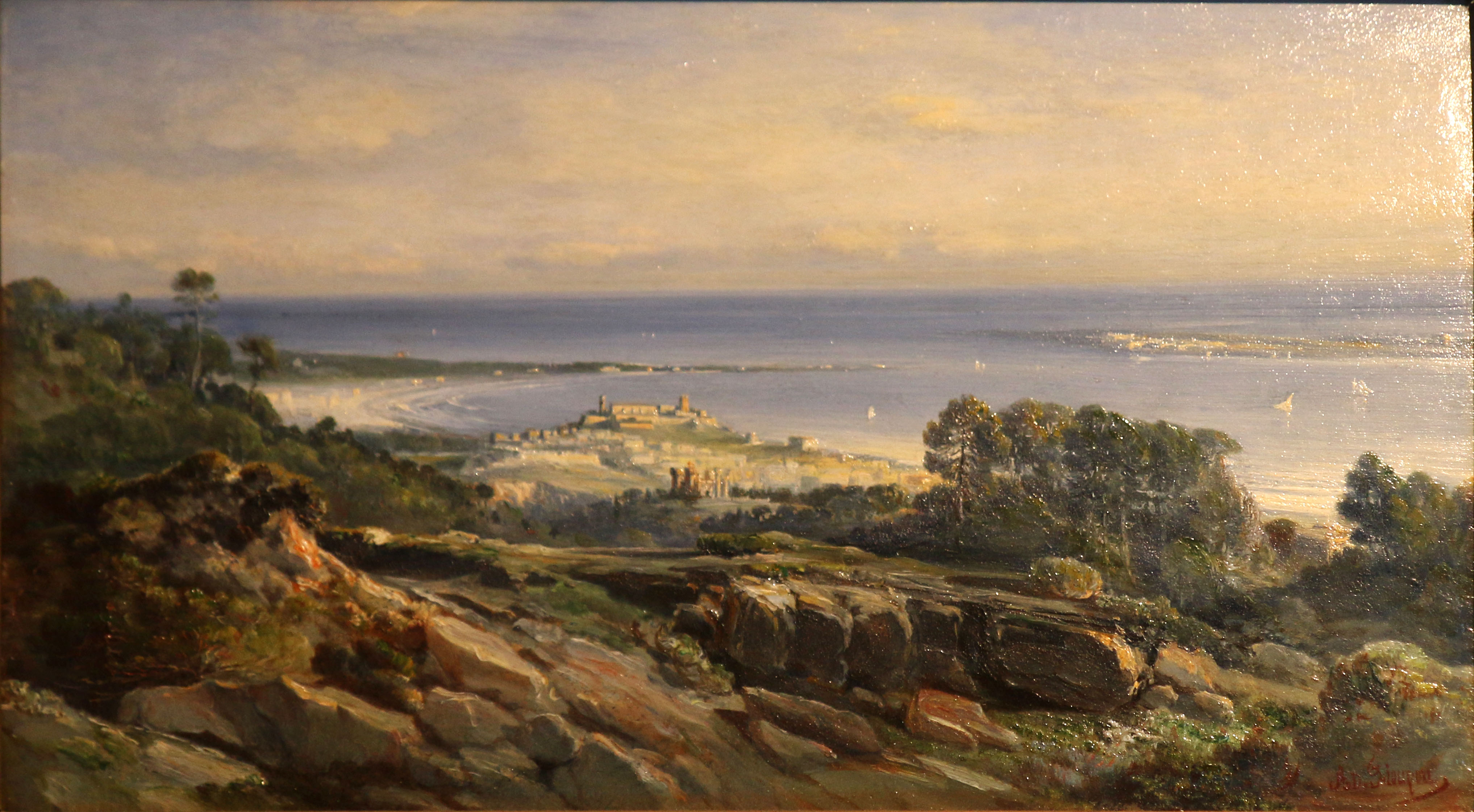
Point de vue sur le Suquet depuis la Croix des gardes
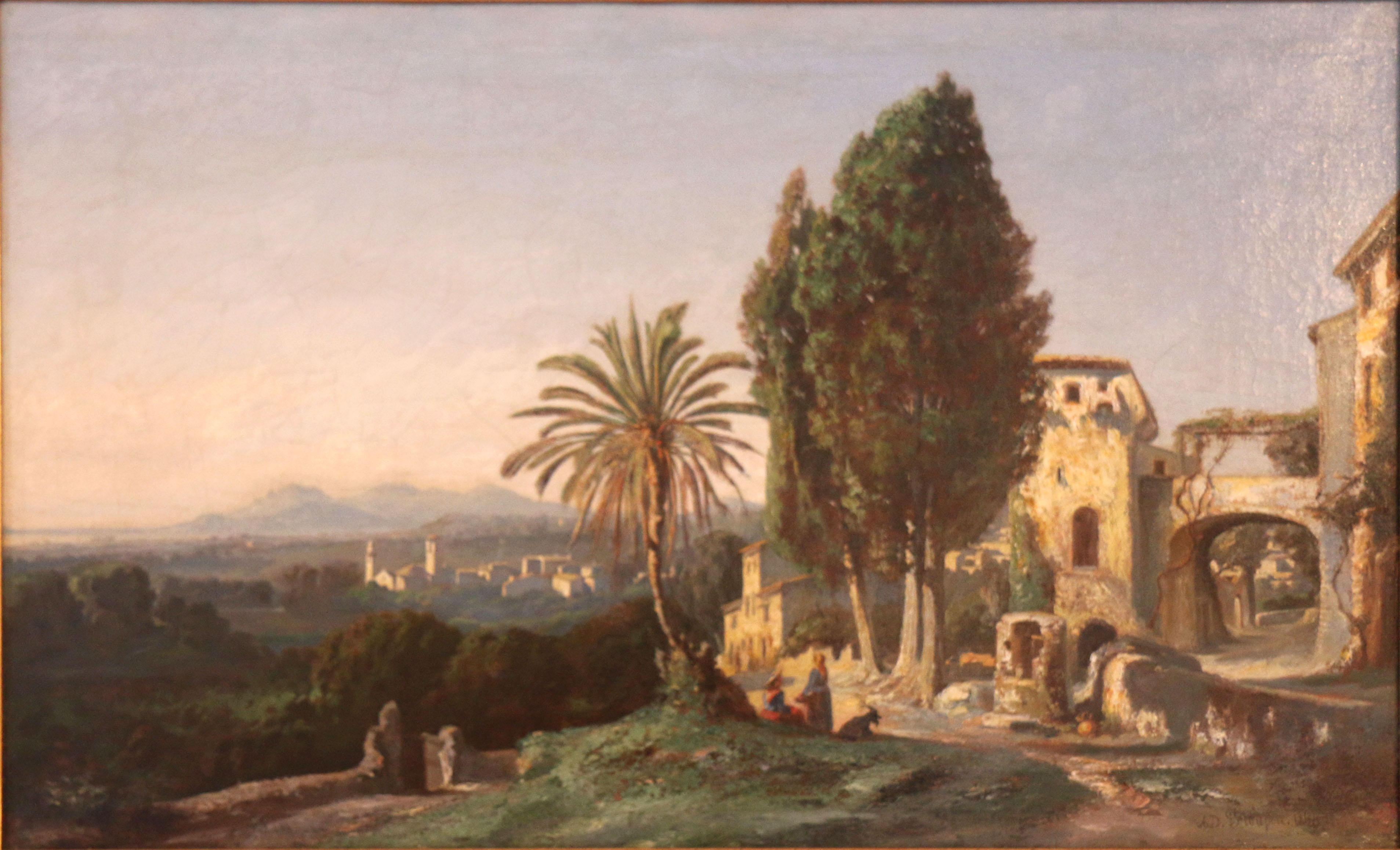
Point de vue sur le Cannet